# Sokółka (stacja kolejowa)
Sokółka – stacja kolejowa w Sokólce, w województwie podlaskim, w Polsce.

## Ruch pasażerski[1]
| Rok  | Wymiana pasażerska na dobę |
| ---- | -------------------------- |
| 2017 | 200-299                    |
| 2018 | 300-499                    |
| 2019 | 300-499                    |
| 2020 | 300-499                    |
| 2021 | 300-499                    |
| 2022 | 500-699                    |
| 2023 | 500-699                    |

## Połączenia
- Augustów
- Białystok
- Wilno (Litwa)
- Kowno (Litwa)
- Kraków Główny
- Kutno
- Poznań Główny
- Suwałki
- Szczecin Główny
- Warszawa Centralna